# جبل الكريستال
جبل الكريستال هي تلال متفردة مشكلة من أكثر من 12 نوع من الحجارة التي تشبه الكريستال تندمج مع بعضها مشكلةً مظهراً طبيعياً مذهلاًً تقع في الصحراء البيضاء بواحة الفرافرة في مصر. يتميز الجبل بأنه من أروع المناطق الطبيعية في الصحراء البيضاء، وهو عبارة عن جبل يتكون من صخور الكريستال وهو فريد من نوعه، حيث قطع الكريستال اللامعة وتعد من الصخور الثمينة والتي لا يوجد لها مثيل في العالم، وأصبح من أهم المزارات السياحية بصفة خاصة لاحتوائه على أجمل المناظر الساحرة، ذات الطبيعة الخلابة.

## سبب تسمية الجبل

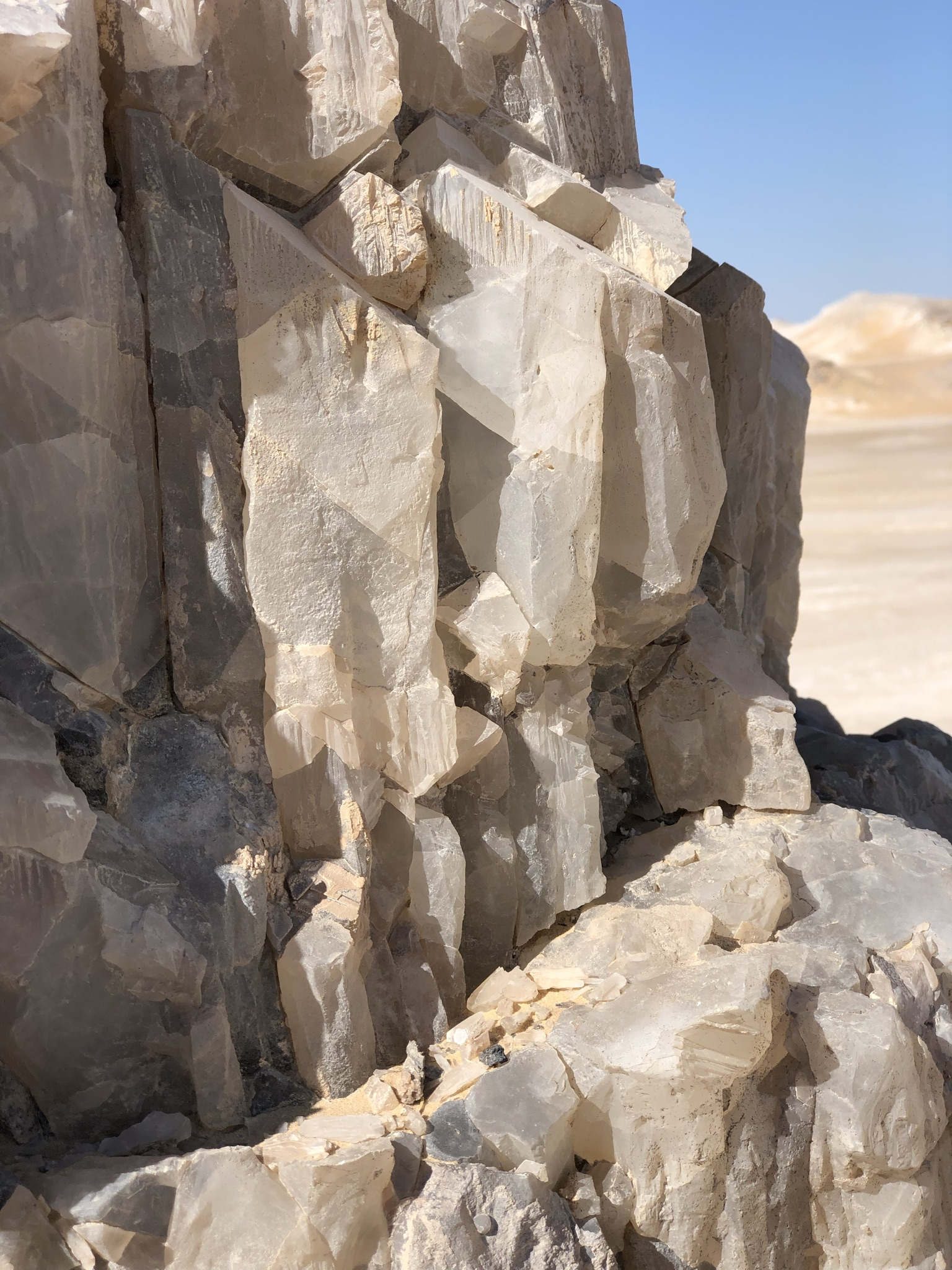

هذا الجبل البلوري الموجود في منطقة الفرافرة في الصحراء الغربية بمصر عبارة عن منطقة كهفية تشكلت نتيجة الغرق وتحولت صخورها إلى صخور من الحجر الجيري المتحولة تشبه الكريستال ،حيث قطع الكريستال اللامعة، وهذا الاسم ناتج عن احتوائه على كمية كبيرة من الكريستال تغطي مساحات كبيرة من الجبل التي يقع فيها كتلة جبلية ضخمة إن هذه البلورات اللامعة هى مادة الماس الأصلية مما جعل الناس يطلقون عليه هذا الأسم ،التي تعود عمرها إلي ملايين السنين .

## موقع الجبل

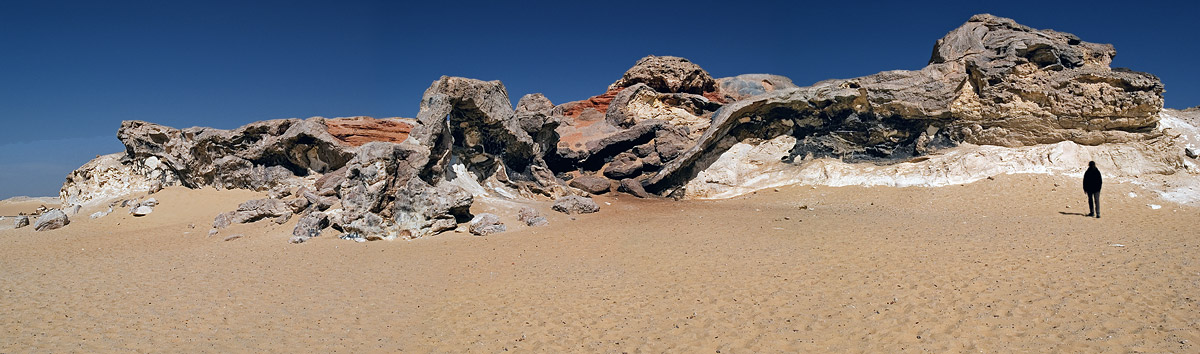
تلال جبل الكريستال

يقع الجبل علي بعد 170 كيلو مترا جنوب الواحات البحرية ،وعلي بعد حوالي 360 كيلو مترا جنوب غرب مرسى مطروح ويبعد عن القاهرة حوالي 627 كيلو متراً بمحافظة الوادي الجديد في مصر وقد ذاعت شهرتها في العالم كله ووضعت تحت الأضواء سياحيا وعلميا بسبب موقعها وتاريخها وأثارها ومعالمها الفريدة النادرة ونوعية صخورها وأشكالها وجوها المشمس الدافئ.

## وصف الجبل

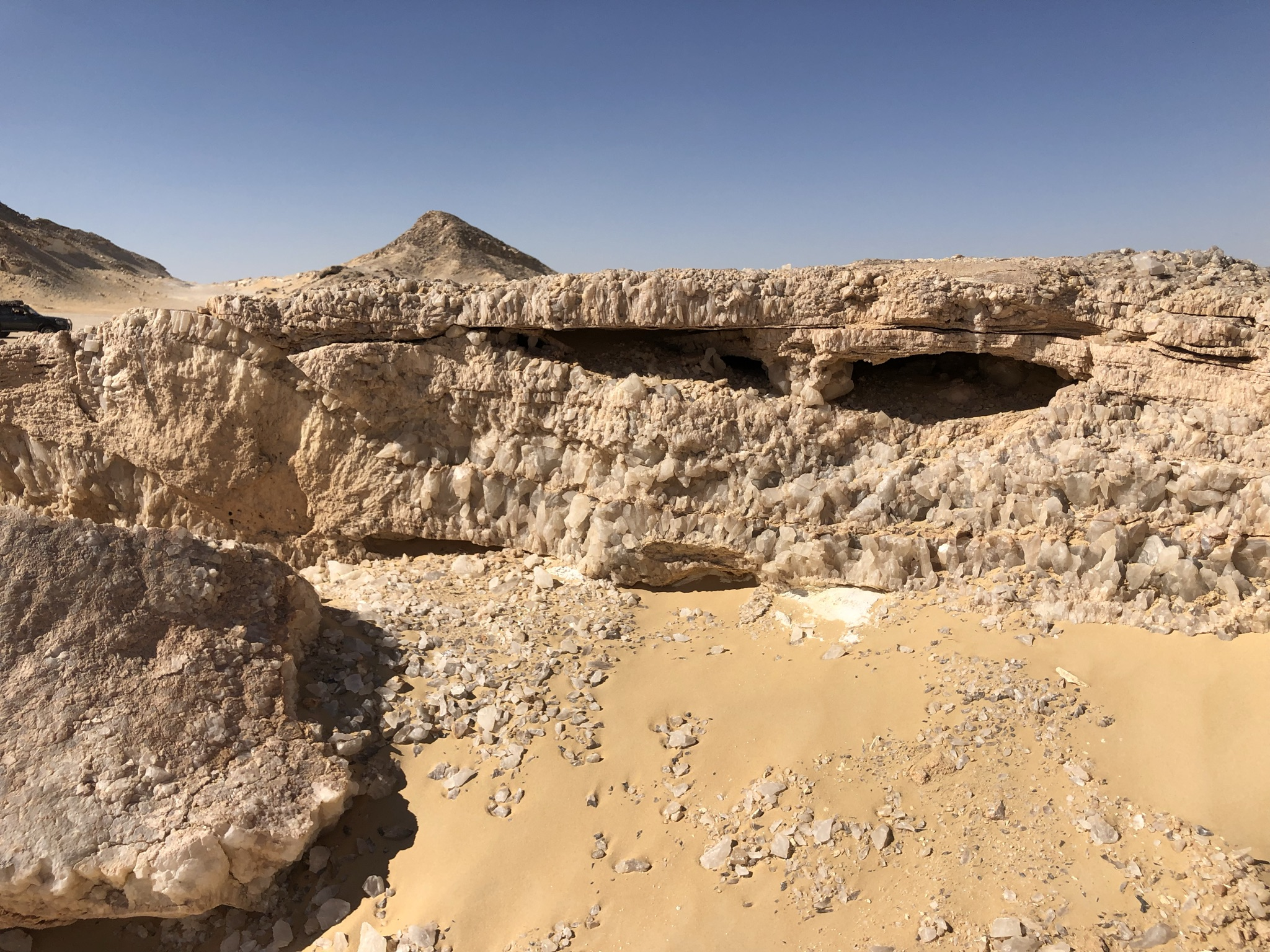

يتكون جبل الكريستال من تلال متفردة مُشكلة من أكثر من 12 نوع من الحجارة التي تشبه الكريستال من أول مشاهدة لهذه الحجارة وهو يُرى على شكل قوس صغير من الصخور يظهر بريقه عندما تنعكس عليه أشعة الشمس مما يجعله يشبه تاج ملك مزين بآلاف من الجواهر الملونة وسط تلك الصحراء الأمر الذي أصبح يضاهي الخيال والأضواء التى تصدر عليه عند طلوع الشمس .

## تاريخه واكتشافه

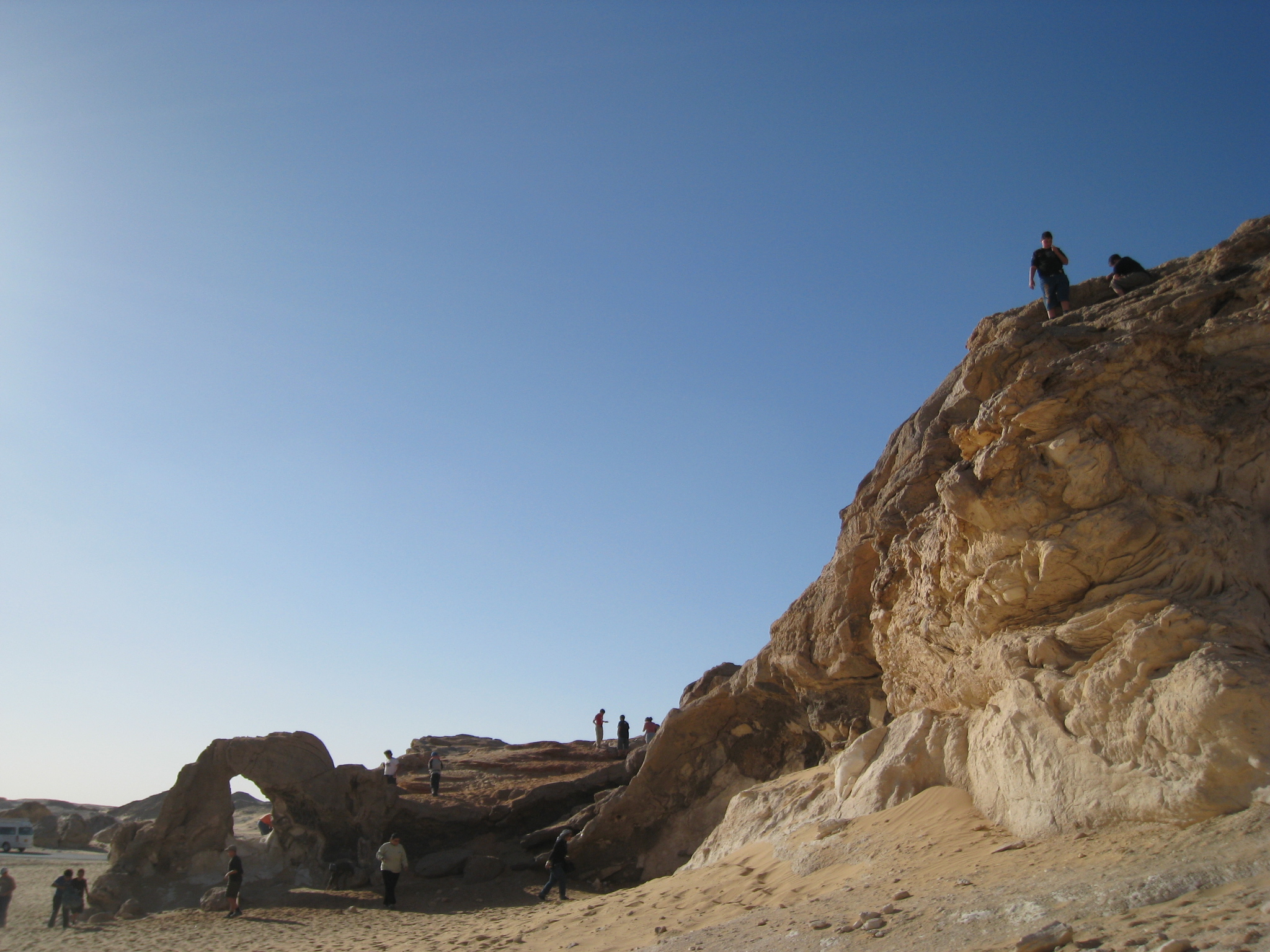
جبل الكريستال 2007

### قديما
في عدد من الوثائق المصرية القديمة خاصة خلال فترة حكم الأسرة العاشرة الفرعونية في القرن الحادي والعشرين قبل الميلاد وكانت تسمي (تا أحت أي) أرض البقرة وأطلق عليها المصريون القدماء هذا اللقب لكثرة المراعي والأبقار بها وفي العصور الرومانية كانت الفرافرة والواحات الداخلة والواحات البحرية هي أرض الحبوب للإمبراطورية الرومانية وسميت أرض الغلال وتوجد في وسط الفرافرة بقايا قصر يسمي قصر الفرافرة مشيد بالطوب اللبن وقصر أبو منقار وهي آثار بقايا أبنية ترجع إلي العصر الروماني كما يوجد بضع مقابر أخري صخرية خالية من النقوش وبقايا معبد روماني ،عند منطقة تدعي عين بس وفي العصر المسيحي الأول كانت الفرافرة ملاذا للمصريين المسيحيين الذين إضطهدهم الرومان وفر كثير من المسيحيين إلي الفرافرة وتركوا بصماتهم واضحة في مناطق القس أبوسعيد وعين أبشواي ووادي حنس وكلها أسماء مسيحية مصرية وخلال فترات كثيرة من التاريخ القديم بعد الفتح الإسلامي لمصر إزدهرت تجارة البلح والزيتون بين الفرافرة ووادي النيل فكانت قوافل الجمال تحمل منتجات الواحة إلي مدينة ديروط علي النيل والتابعة لمحافظة أسيوط حاليا وترجع بالأقمشة والشاي وكل ما تنتجه أرض وادي النيل إلي الفرافرة.

### حديثا
وقد أهملت الفرافرة وقلت أهميتها بعض الوقت إلي أن جاء عصر الخديوي إسماعيل مابين عام 1863م وحتي عام 1879م فقام بتحويل رحلة العالم والمستكشف الألماني الشهير غيرهارد رولفس (بالألمانية: Gerhard Rohlfs) الذى جاء إلي مصر عام 1874م لمعرفة ما إذا كان هناك حقيقة نهر بلا ماء في المنطقة أم لا وحاول رولفز إختراق بحر الرمال الأعضم والذي يقع إلي الغرب من الفرافرة وبعرض 300 كم إلي واحة الكفرة بليبيا فلم يتمكن ومن ثم إتجه شمالا بقافلة مكونة من عدد 100 جمل وعدد 90 رجلا منهم 12 عالم ألماني متخصصين في مختلف فروع العلم منها الجيولوجيا والنبات والحيوان والآثار وعلم الفلك والمساحة إلي منطقة الجارة القريبة من واحة الفرافرة والتي إكتشف بها كهف الجارة في رحلته تلك ونشره في كتابه الشهير بعنوان ("ثلاثة أشهر في الصحراء الغربية") .
وقد إكتسبت واحة الفرافرة شهرة سياحية عالمية مؤخراً حتي أصبحت تنافس مدينة الأقصر المعروفة في كل أنحاء العالم بالآثار الفرعونية في شهرتها السياحية حيث يقصدها مجموعات عديدة من السياح كما إن الفرافرة أصبحت حاليا مزارا عالمياً لكثير من رحلات السفاري المعروفة لدى محبين هذه الرحلات وأيضاً عشاق الطبيعة والعلوم حيث يقصدها الكثير من الدارسين لعلوم الجيولوجيا والباحثين وغيرهم لوجود محمية الصحراء البيضاء.

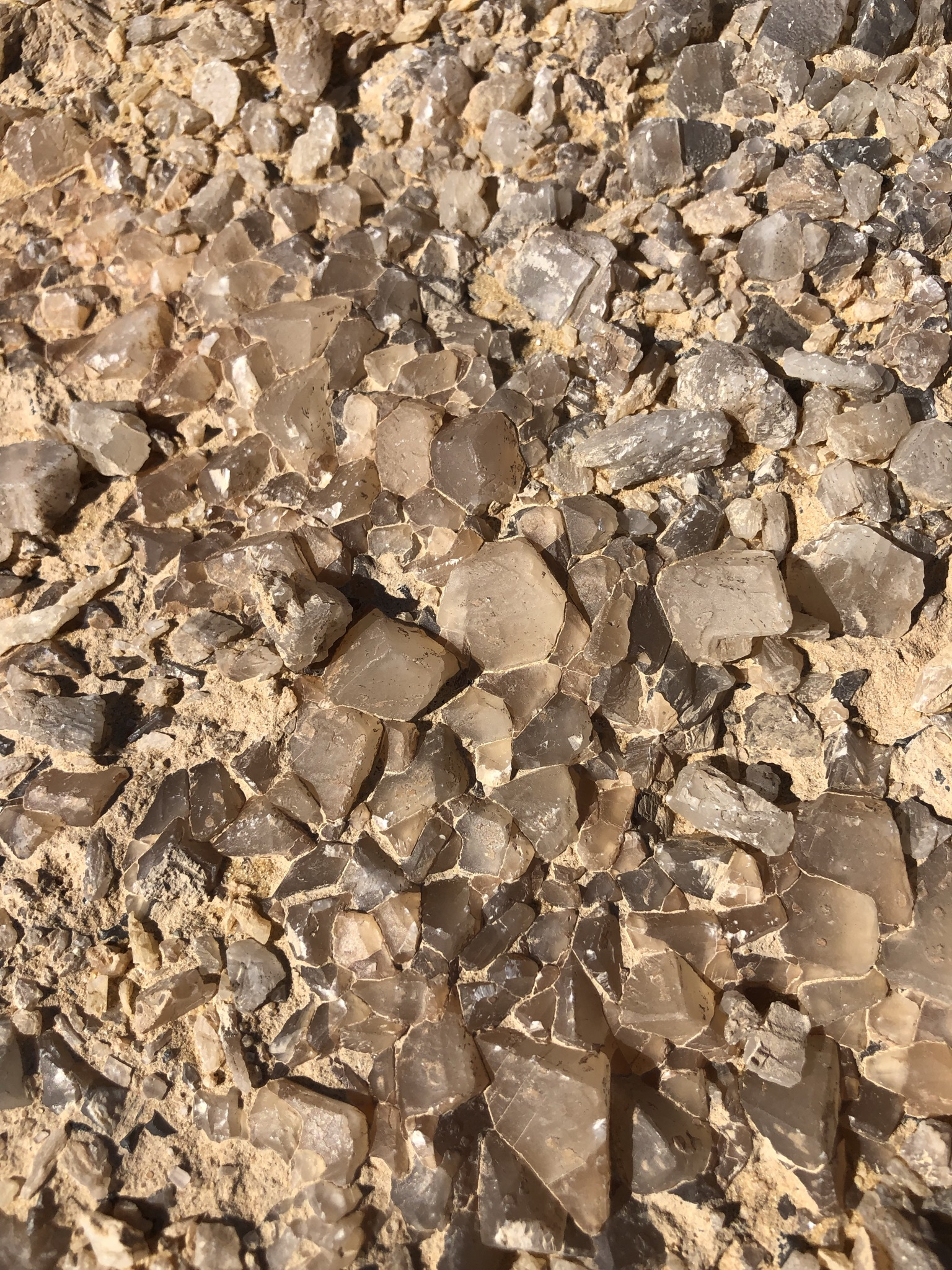

## محمية طبيعية
فرضت الدولة الحماية على هذا الجبل باعتباره محمية طبيعية عام 2007م تقريبا، بعد قيام معظم السياح والمحليين بجمع قطع الكريستال المتناثرة مما تسبب في خلوه من معظم القطع ولم يتبق إلا هيكل الجبل الصلب الذي يصعب تكسيره ولكن تبين ليست مجرد أحجار ملونة ولكنها من أغلى أنواع الحجارة في العالم، إلا أن هذا الإجراء جاء متأخراً، حيث دمر جزء كبير من هذا الكنز، ونهبه ليفقد الكثير من جماله وروعته .

## جيولوجيا الجبل

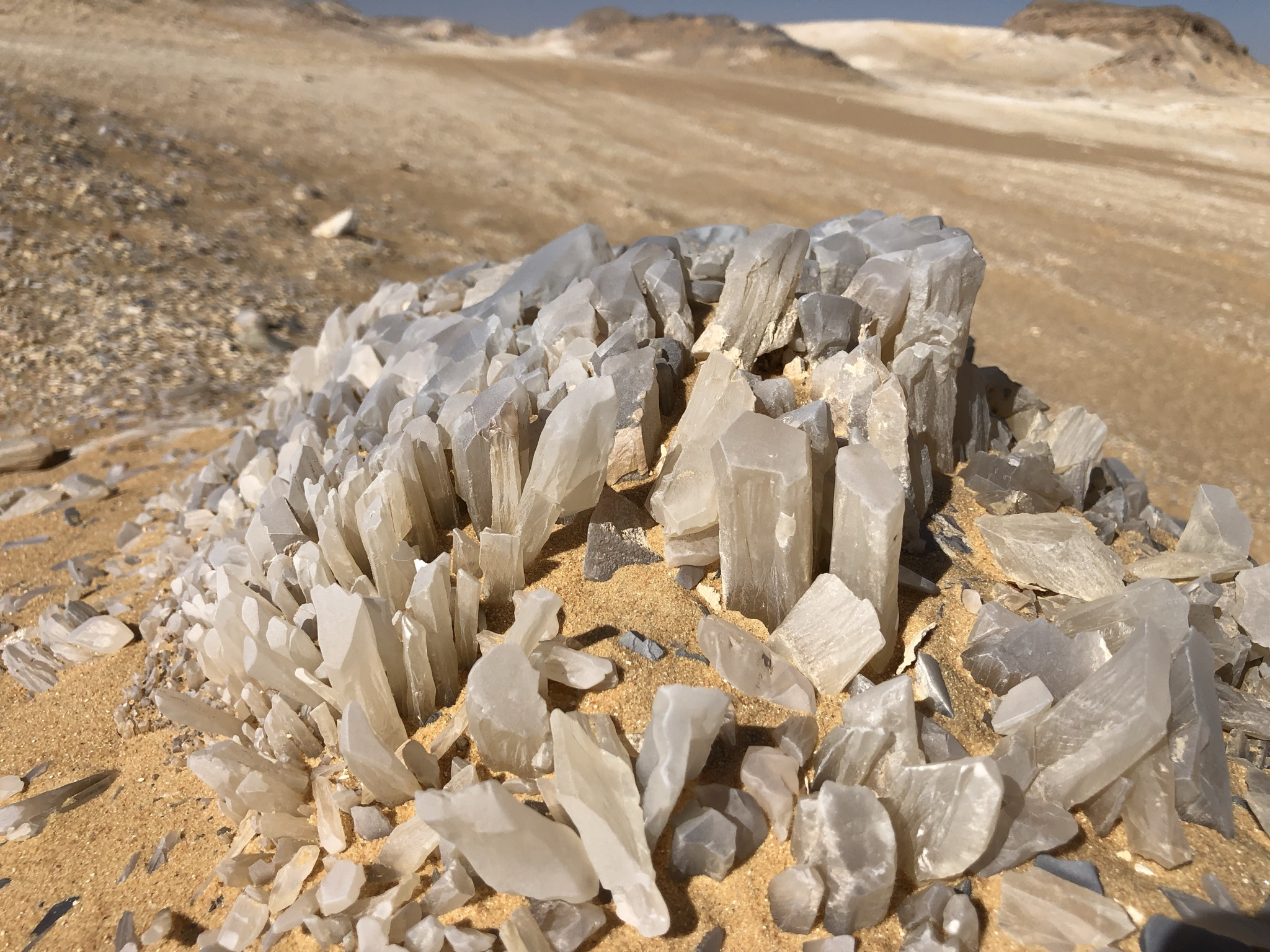

يعتقد الكثيرون أنه جبل عملاق يرتفع عن سطح الارض الصحراوية إلا أنهم يُصدمون حينما يقومون بزيارته فهو ليس إلا مجرد تلال متوسطة الحجم ومنتشرة في مساحات واسعة من واحة الفرافرة الموجودة في الصحراء الغربية، وعلماء الجيولوجيا قد أقروا إن جبل الكريستال هذا الذى نراه كان عبارة عن كهف كامل من الصواعد والهوابط أشبه بالسلالم الصاعدة والهابطة ومع مرور الزمن ونتيجة لعوامل التعرية فَقد الكهف سقفه وهناك دلالات قديمة تشير إلى أن المنطقة تكونت بعد إرتطام نيزك عظيم بالأرض وان إصطدامه بالأرض ولد حرارة عالية أدت إلى إنصهار الصخور، حتى تحولت إلى قطع من الكريستال النفيسة بعد قيام معظم السياح والمحليين بجمع قطع الكريستال المتناثرة مما تسبب في خلوه من معظم القطع ولم يتبق إلا هيكل الجبل الصلب الذي يصعب تكسيره ولكن تبين ليست مجرد أحجار ملونة ولكنها من أغلى أنواع الحجارة في العالم.

## وصلات خارجية
- واحة الفرافرة- wikimapia
- واحة الفرافرة